# 罗德兹主教座堂

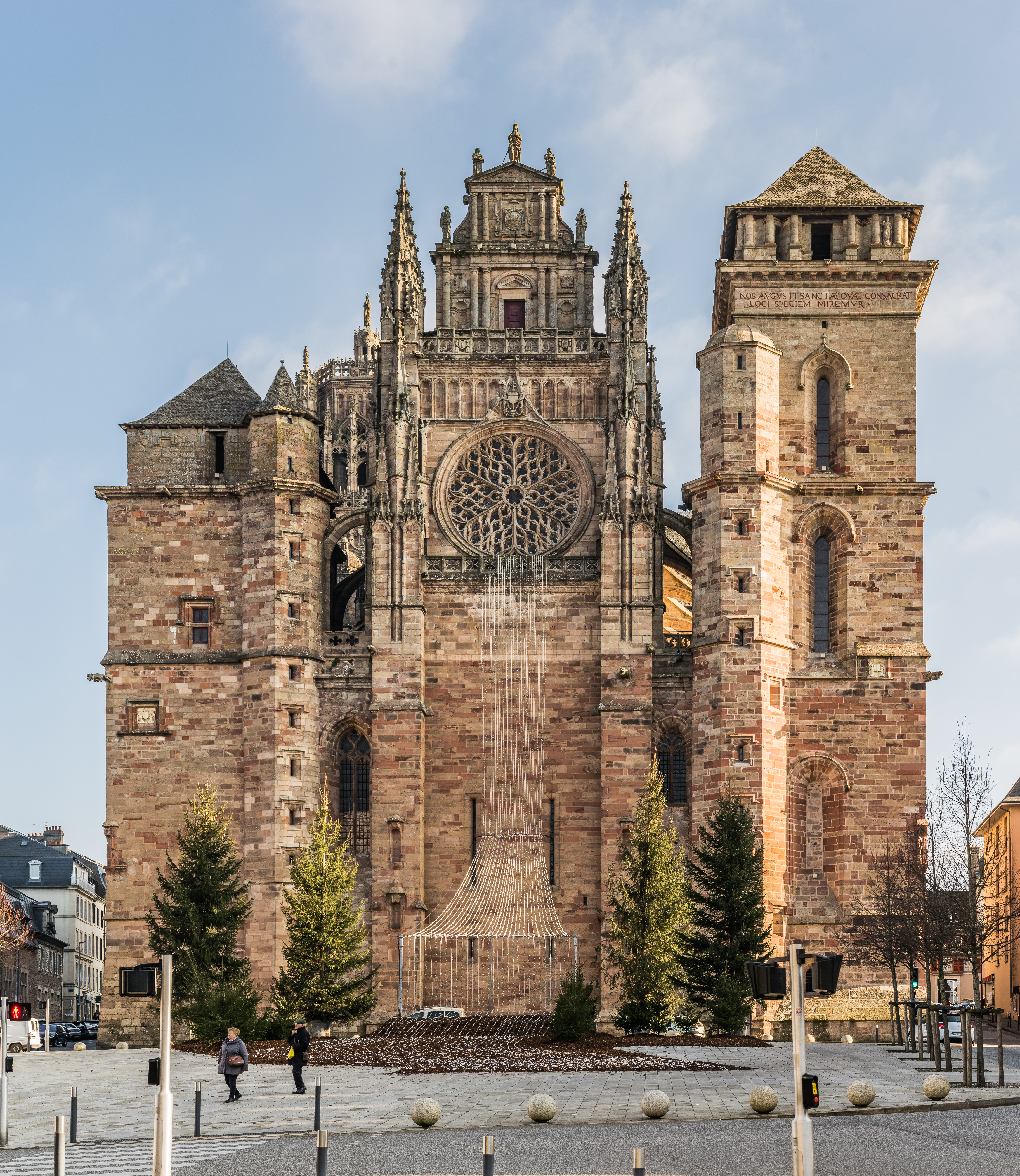
罗德兹主教座堂西立面

罗德兹主教座堂 (法語：Cathédrale Notre-Dame de Rodez)是天主教罗德兹教区的主教座堂，位于法国罗德兹，是一处法国历史古迹，其关闭的西立面曾构成罗德兹城墙的一部分。 

## 历史
罗德兹主教座堂最早见于记载是在516年。约1000年重建。1276年又决定重建，但由于黑死病和百年战争而耽延多年，到15世纪初才重新开始。1510年大火之后，又于1513-1526年重建，1531年完成，建造了宏伟的钟楼，高达87米。